# Hienadź Dziamidczyk
Hienadź Iosifawicz Dziamidczyk (biał. Генадзь Іосіфавіч Дзямідчык, ros. Геннадий Иосифович Демидчик, Giennadij Iosifowicz Diemidczik; ur. 28 czerwca 1950 w Pleszczenicach) – białoruski zootechnik, w latach 2008–2012 deputowany do Izby Reprezentantów Zgromadzenia Narodowego Republiki Białorusi IV kadencji.

## Życiorys
Urodził się 28 czerwca 1950 roku w osiedlu typu miejskiego Pleszczenice, w rejonie łohojskim obwodu mińskiego Białoruskiej SRR, ZSRR. Ukończył Białoruską Państwową Akademię Gospodarstwa Wiejskiego, uzyskując wykształcenie zootechnika. Pracował jako ślusarz remontowy w Mińskiej Fabryce Samochodów (MAZ). Odbył służbę wojskową w szeregach Armii Radzieckiej. Następnie pracował jako brygadier działu tuczu, starszy zootechnik, główny zootechnik Fabryki Drobiu im. N. Krupskiej, dyrektor, dyrektor generalny Republikańskiego Unitarnego Wytwórczego Przedsiębiorstwa Gospodarstwa Wiejskiego „1-ja Minskaja Pticefabrika”.
27 października 2008 roku został deputowanym do Izby Reprezentantów Białorusi IV kadencji z Łohojskiego Okręgu Wyborczego Nr 67. Pełnił w niej funkcję zastępcy przewodniczącego Stałej Komisji ds. Budżetu, Finansów i Polityki Budżetowej. Od 13 listopada 2008 roku był członkiem Narodowej Grupy Republiki Białorusi w Unii Międzyparlamentarnej. Jego kadencja w Izbie Reprezentantów zakończyła się 18 października 2012 roku.

## Odznaczenia
- Medal „Za Pracowniczą Wybitność” (ZSRR);
- Honorowy tytuł „Zasłużony Pracownik Gospodarki Wiejskiej Republiki Białorusi”[1].